# 5595 Роут
5595 Роут (5595 Roth) — астероїд головного поясу, відкритий 5 серпня 1991 року.
Тіссеранів параметр щодо Юпітера — 3,317.